# Prohászka Péter (sakkozó)
Prohászka Péter (Vác, 1992. január 13. –) magyar sakkozó, nemzetközi nagymester, U14 Európa-bajnok, U20 ifjúsági magyar bajnok.

## Élete, pályafutása
A sakkjátékot az édesanyjától tanulta. Edzői voltak Herczeg Oszkár (mj.), Dudás János (IM) és Magyar Ottó (FM), jelenleg Lukács Péter nagymester az edzője.
2003-ban első helyezést ért el a 3-4. osztályosok közötti korcsoportban a Diákolimpián.
2006-ban Herceg Noviban Európa-bajnok lett a 14 évesek között. Ebben az évben a négy korosztályos magyar bajnokság (Diákolimpia, Villám, Rapid, és Korcsoportos) mindegyikén első lett, valamint sikeresen szerepelt az U18 csapat Európa-bajnokságon, és az U16 csapat világbajnokságon. Ebben az évben a Maróczy Géza Sakkiskola tagja lett.
2008-ban 3. helyet szerzett az U16 korosztályos Európa-bajnokságon.
2009-ben megnyerte az U20 korosztályos magyar bajnokságot.
2005-ben lett FIDE-mester, 2007-ben kapta meg a nemzetközi mester (IM) címet. Három First Saturday tornán szerezte meg az 1. helyet, és teljesítette a 3 nagymesteri normát (2006. október, 2008. február, 2009 november), amely a nagymesteri cím megszerzéséhez volt szükséges.
2018. augusztusban az Élő-értékelése 2627 pont volt, ezzel 5. a magyar ranglistán az aktív játékosok között. Rapidsakkban az Élő-pontszáma 2534, villámsakkban 2626. Az eddigi legmagasabb pontszáma 2627, amelyet 2018. augusztusban érte el.

## Kiemelkedő versenyeredményei
- 1. helyezés: First Saturday FM/A (2003)[15]
- 2. helyezés (holtversenyben): First Saturday FM/A (2004)[16]
- 3-5. helyezés: First Saturday IM/B (2005)[17]
- 2. helyezés (holtversenyben): Tavaszi Fesztivál Open, Budapest (2005)[18]
- 2. helyezés: U14 magyar bajnokság (2006)[19]
- 1. helyezés: First Saturday GM (2006)[20]
- 1. helyezés: First Saturday GM (2006)[21]
- 3. helyezés: First Saturday GM (2007)[22]
- 2. helyezés: Zalakaros Open (2007)[23]
- 3-5. helyezés: First Saturday GM (2007)[24]
- 2. helyezés: First Saturday GM (2007)[25]
- 1. helyezés: First Saturday GM (2008)[26]
- 2. helyezés: First Saturday GM (2008)[27]
- 3-4. helyezés: First Saturday GM (2008)[28]
- 2. helyezés (holtversenyben): U16 Európa-bajnokság (2008)[29]
- 2-3. helyezés: Winterthur (2008)[30]
- 2-3. helyezés: First Saturday GM (2008)[31]
- 1. helyezés (holtversenyben): 32. Zurich Weichnachtsopen (2008)[32]
- 1. helyezés: U20 magyar bajnokság (2009)[33]
- 1. helyezés: First Saturday GM (2009)[34]
- 2. helyezés: XXVIII. Balaton nemzetközi sakkfesztivál, Héviz (2010)[35]
- 1. helyezés (holtversenyben): Fermo (2010)[36]
- 1. helyezés (holtversenyben): Rethymno (2011)[37]
- 2. helyezés: Schneeberg (2012)[38]
- 1. helyezés: Agios Kirikosz (2012)[39]
- 2-3. helyezés: Fano (2012)[40]
- 1. helyezés: Német nemzetközi junior bajnokság (2013)[41]
- 2. helyezés: Young Masters Zug, Svájc (2013)[42]
- 2-3. helyezés: "Lightning chess"[43] magyar bajnokság (2013)[44]
- 1. helyezés: XXXVIII OPEN INTERNACIONAL "VILLA DE BENASQUE", Spanyolország (2018)[45]

## Csapateredményei
Az U16 sakkolimpián tagja volt a 2006-ban 4. helyezést elért magyar válogatottnak, amelyen egyéniben a mezőny 2. legjobb eredményét érte el. A 2007-es U16 sakkolimpián a magyar csapattal a 2. helyet szerezte meg.
2006-2010 között öt alkalommal is tagja volt az U18 Európa-bajnokságon szereplő magyar válogatottnak, amellyel csapatban 2007-ben és 2009-ben 1., 2008-ban 2., 2010-ben 3. helyezést ért el. 2009-ben és 2010-ben egyénileg a mezőnyben az 1. helyen végzett.
A MITROPA Kupán csapatban 2009-ben 3., egyénileg 2011-ben az 1. helyezést érte el.
A 2007/2008-as idényben a magyar csapatbajnok Csuti-Hydrocomp Zalaegerszeg SK játékosa volt. A 2013/2014-es szezonban az Aquaprofit Nagykanizsai Tungsram Sakk-Klub játékosa, és a csapat egyik legjobb pontszerzője volt.

## Díjai, kitüntetései
- 2006: Vác város sportjáért kitüntető cím[52]